# Chris Volstad
Christopher Kenneth Volstad (né le 23 septembre 1986 à Palm Beach Gardens, Floride, États-Unis) est un lanceur droitier de baseball évoluant en Ligue majeure.

## Carrière

### Marlins de la Floride
Chris Volstad est drafté dès la fin de ses études secondaires, le 7 juin 2005, par les Marlins de la Floride au premier tour de sélection (16e choix). Il perçoit un bonus de 1,6 million de dollars à la signature de son premier contrat professionnel le 9 juin 2005.
Il passe trois saisons en Ligues mineures avant d'effectuer ses débuts en Ligue majeure le 6 juillet 2008, enregistrant à cette occasion sa première victoire au plus haut niveau.
Volstad signe son premier blanchissage au plus haut niveau le 8 juillet 2009 face aux Giants de San Francisco.
Gagnant de 9 matchs contre 13 défaites en 2009, sa moyenne de points mérités est élevée (5,21 en 159 manches lancées). Il enchaîne avec un sommet en carrière de 12 gains en 2010. Neuf défaites sont portées à sa fiche et il abaisse sa moyenne à 4,58 points mérités accordés par partie.
En 2011, sa fiche victoires-défaites est de 5-13 en 29 départs, avec une moyenne de 4,89 en 165 manches et deux tiers au monticule.

### Cubs de Chicago
Le 5 janvier 2012, Volstad est transféré aux Cubs de Chicago en retour du lanceur droitier Carlos Zambrano. En 21 départs avec les Cubs en 2012, Volstad affiche une moyenne de points mérités élevée de 6,31 en 111 manches et un tiers lancées. Il ne remporte que 3 matchs contre 12 défaites.

### Royals de Kansas City
Le 26 octobre 2012, Volstad est réclamé au ballottage par les Royals de Kansas City. Il devient agent libre un mois plus tard sans avoir porté les couleurs du club.

### Rockies du Colorado
Volstad rejoint les Rockies du Colorado pour la saison 2013 mais ne joue que 6 matchs avec l'équipe, tous comme lanceur de relève, au cours desquels il alloue 10 points en 8 manches et un tiers lancées.

### Corée du Sud
En 2014, Volstad s'aligne avec les Doosan Bears de l'Organisation coréenne de baseball. En 17 départs et 87 manches lancées, sa moyenne de points mérités s'élève à 6,21 avec 5 victoires et 7 défaites.

### Pirates de Pittsburgh
Le 28 janvier 2015, il signe un contrat des ligues mineures avec les Pirates de Pittsburgh. Il n'apparaît que dans un match des Pirates en 2015, n'allouant aucun point en deux manches lancées.

### Braves d'Atlanta
Il est invité au camp d'entraînement 2016 des Braves d'Atlanta.

## Statistiques
| Saison | Équipe  | G  | GS | CG | SHO | V  | D  | SV | IP    | SO  | ERA  |
| ------ | ------- | -- | -- | -- | --- | -- | -- | -- | ----- | --- | ---- |
| 2008   | Floride | 15 | 14 | 0  | 0   | 6  | 4  | 0  | 84.1  | 52  | 2,88 |
| 2009   | Floride | 29 | 29 | 1  | 1   | 9  | 13 | 0  | 159.0 | 107 | 5,21 |
| 2010   | Floride | 30 | 30 | 2  | 1   | 12 | 9  | 0  | 175.0 | 102 | 4,58 |
| Totaux | Totaux  | 74 | 73 | 3  | 2   | 27 | 26 | 0  | 418.1 | 261 | 4,47 |

Note : G = Matches joués ; GS = Matches comme lanceur partant ; CG = Matches complets ; SHO = Blanchissages ; 
V = Victoires ; D = Défaites ; SV = Sauvetages ; IP = Manches lancées ; SO = Retraits sur des prises ; ERA = Moyenne de points mérités.